# Cantonul Selles-sur-Cher
Cantonul Selles-sur-Cher este un canton din arondismentul Romorantin-Lanthenay, departamentul Loir-et-Cher, regiunea Centru, Franța.

## Comune
- Billy
- Gièvres
- Gy-en-Sologne
- Lassay-sur-Croisne
- Mur-de-Sologne
- Rougeou
- Selles-sur-Cher (reședință)
- Soings-en-Sologne